# 諏訪頼水
諏訪 頼水（すわ よりみず）は、安土桃山時代、江戸時代前期の大名。信濃諏訪藩の初代藩主。諏訪頼忠の長男。

## 生涯
天正5年（1577年）、6歳で父頼忠から諏訪大社大祝（おおほうり）職を譲られた。天正18年（1590年）、父と共に小田原征伐に従軍した。その後、主家の徳川氏が関東に移封となったため、頼忠父子はこれに従って諏訪を離れて関東に移り、武蔵国奈良梨に所領を与えられた。その翌々年、上野国総社へ移封され、同年に父から家督を譲られた。慶長5年（1600年）の関ヶ原の戦いでは徳川秀忠軍に従い、信濃国や上野国の守備を命じられた。第二次上田合戦後には上田城の受取役を果たしている。これら功績などにより、戦後の慶長6年（1601年）10月、諏訪氏伝来の地である信濃国高島2万7,000石へと復帰した。
慶長19年（1614年）からの大坂の陣では甲府城の守備を命じられ、長男の忠頼が諏訪軍を率いて出兵した。頼水は冬の陣の際に自身が城の留守居などのような閑職に留められていることに不満を持ち、夏の陣では大坂へ従軍させてもらうように願ったが叶えられず、夏の陣の際も甲府城の守備を命じられた。
元和2年（1616年）、改易となった松平忠輝の身柄を預かることとなった。忠輝幽閉のために高島城に郭を一つ増設し、諏訪家は忠輝の面倒を生涯見ることとなった。寛永11年（1634年）、第3代将軍・徳川家光から杯と饗応を受けるほどの信任を受けた。寛永17年（1640年）、忠頼（忠恒）に家督を譲って隠居し、翌年の寛永18年1月14日（1641年2月23日）に72歳で死去した。

## 人柄
頼水は政治手腕に優れ、全てを指示し、前領主の「七公三民」と高い税率のせいで逃散していた百姓を呼び戻して、新田開発を奨励するなど、藩政の安定に尽力したため家臣や領民には評判がよかったと伝わる。また、旧領復帰といえども、日根野氏の統治の後に入封したため、在地勢力との地縁・しがらみと縁が切れており、これがスムーズな藩政に繋がったともされる。
頼水の剛毅さを示す逸話として、永明寺事件が挙げられる。頼水の末娘亀姫が頼水に宛てた書状を持たされた使いの下男が、使いの最中に隣の下男と喧嘩となり、衣之渡川へ捨てられてしまった。投げた側の隣の下男は後難を恐れ、諏訪家の菩提寺であった永明寺に逃げ込んだ。頼水は罪人を引き渡すように命じたが、僧侶は不介入の特権と菩提寺としての格式を楯にして引き渡さなかった。そこで業を煮やした頼水は、寺を焼いて罪人を捕まえ首を刎ねた。さらに匿った僧侶も有無を言わせずに処刑したと言われている。この時代の僧侶には権威があり、また菩提寺を焼くというのは先祖に対しても恐れ多いことであるが、何者にも屈しない頼水の性格を表している。
永明寺は上原城のそばにあった寺で、当時鎌倉五山にならって上原五山と呼ばれた五か寺の一つ。永明寺の他、極楽寺（唯一現存している）・金剛寺（廃寺）・法明寺・光明寺（この2か寺はのちに合併して放光寺となり上諏訪に移った）があった。現在、永明寺跡地には碑が建設されている。

## 系譜
父母
- 諏訪頼忠（父）
- 理昌院 ー 向山氏（母）

正室
- 貞松院 ー 信濃国飯山藩主本多康重の娘

子女
- 諏訪忠恒（長男）生母は貞松院（正室）
- 諏訪頼郷（次男）生母は貞松院（正室） - 旗本。のち甲府藩徳川綱重家老。6千石。
- 諏訪頼長 - 頼泰。徳川忠長に仕え、のち旗本。
- 諏訪頼孚 - 高島藩家臣となる。早世。
- 娘 - 摂津国高槻藩主土岐定義正室
- 娘 - 旗本のち安房国三枝藩主三枝守昌正室。次男が諏訪頼増と名乗り旗本3千石。
- 大久保長重正室 - 幕府旗本。娘が忠恒の養女となり、藩家老諏訪盛住に嫁ぎ諏訪頼意を産んでいる。
- 徳永昌成正室 - 幕臣。徳永寿昌の次男
- 鳥居忠勝室 - 鳥居元忠の四男。徳川頼房に付けられ水戸藩士。忠勝の娘が大石良欽に嫁ぎ、良欽の嫡孫が大石良雄。
- 茅野頼良室 - 家臣
- 諏訪盛政室 - 諏訪家家老。家臣
- 諏訪頼寛室 - 諏訪大社上社大祝

養女
- 小沢正宗室 - 家臣。諏訪盛政娘つまり頼水の外孫。

## 頼岳寺
前出の菩提寺焼き討ちののち、頼水は新たな菩提寺として寺院（のちの諏訪藩主家墓所となる温泉寺）を建立する予定であったが、これを果たさないまま死去したため、寛永8年（1631年）に先立って創建されていた頼岳寺に葬られた。。本堂左後方にある廟所（国指定史跡）には頼水（頼岳寺殿）とその父（永明寺殿）・母（理昌院殿）が祀られている。
本尊の木造釈迦牟尼佛は廃寺となった永明寺から移された物であり、運慶・湛慶合作と伝えられている。高島藩主諏訪家墓所（温泉寺墓所と頼岳寺墓所の一括指定）が国の史跡に指定されている。頼水の眠る「諏訪氏頼岳寺廟所」は市指定史跡にもなっていて、同敷地内には諏訪家を支えた家臣団の墓地も多く残されている。